# Lioudi invalidy
Albums de t.A.T.u.
Dangerous and Moving
(2005) The Best
(2006)
Lioudi invalidy (russe : Люди-инвалиды) est le deuxième album studio russe du duo féminin t.A.T.u.. L'album est sorti en 2005. C'est l'équivalent russe de l'album anglais Dangerous and Moving.

## Liste des titres
| No  | Titre                   | Titre original | Durée |
| --- | ----------------------- | -------------- | ----- |
| 1.  | LIOUDI INVALIDY (Intro) | ЛЮДИ ИНВАЛИДЫ  |       |
| 2.  | Novaïa model'           | Новая модель   |       |
| 3.  | Obezianka Nol'          | Обезьянка Ноль |       |
| 4.  | Loves Me Not            |                |       |
| 5.  | Kosmos                  | Космос         |       |
| 6.  | Ty soglasna             | Ты согласна    |       |
| 7.  | Nitchia                 | Ничья          |       |
| 8.  | Vsia moïa lioubov'      | Вся моя любовь |       |
| 9.  | All About Us            |                |       |
| 10. | Tchto ne khvataïet      | Что не хватает |       |
| 11. | LIOUDI INVALIDY         | ЛЮДИ ИНВАЛИДЫ  |       |

## Certifications
| Région                                                                                                 | Certification | Ventes/Streams |
| --- | ------------- | -------------- |
| Russie (NFPP)                                                                                          | Platine       | 0*             |
| *Ventes selon la certification ^Mise en rayon selon la certification xNon précisé par la certification |               |                |